# Ayo & Teo
Ayleo Bowles (ur. 30 października 1996) i Mateo Bowles (ur. 29 sierpnia 1999), lepiej znani jako Ayo & Teo – duet tancerzy i muzyków z Ann Arbor w stanie Michigan. Wystąpili w teledyskach do „No Limit” Ushera i „Party” Chrisa Browna. Ich piosenka „Rolex” z 2017 roku zajęła 20. miejsce na liście Billboard Hot 100 i pokryła się podwójną platyną.

## Wczesne życie
Ayleo Bowles (Ayo) urodził się 30 października 1996 roku, a Mateo Bowles (Teo) urodził się 29 sierpnia 1999 roku w Ann Arbor w stanie Michigan. Ayo, będąc starszym z duetu, zaczął tańczyć w młodym wieku, wkrótce dołączył do niego Teo. Oboje nigdy nie brali lekcji tanecznych i byli w większości samoukami.
Oprócz tańca, obaj zafascynowali się muzyką, a Ayo nauczył się grać na pianinie, perkusji i puzonie. Po ukończeniu szkoły średniej, Ayo poszedł do Washtenaw Community College. Oboje przesłali swój pierwszy film na YouTube 6 listopada 2014 r., kiedy tańczyli na pokazie talentów w liceum, który uzyskał ponad milion wyświetleń.

## Kariera
Duet później założył popularną stronę w mediach społecznościowych, która publikowała virallowe wyzwania taneczne. Swój pierwszy singel „In Reverse” wydali w 2016 roku.  Ich utwór „Rolex” z 2017 r. okazał się wielkim hitem, i zdobył ponad 920 milionów wyświetleń na YouTube oraz zajął 20. miejsce na liście Billboard Hot 100. Oprócz tego oboje wystąpili w teledysku Ushera do „No Limit” i na gali BET Awards 2016, później podpisali kontrakt z Columbia Records. W 2018 roku Ayo & Teo powrócili z wyprodukowanym przez BLSSD singlem „Hold My Sauce”. W 2019 wydali projekt „Fly N Ghetto”, utwór z projektu „Last Forever” pojawił się w grze Fortnite. W 2020 pojawiła się EP Bring a Friend, a w 2021 album Power.

## Dyskografia

### Albumy
- Power (2021)

### EP
- Bring a Friend (2020)